# Bleu Pluriel
La salle Bleu Pluriel est une salle de spectacle de 550 places, à Trégueux. Elle a ouvert ses portes en septembre 1995.

## Activités
La salle accueille tous les genres de spectacles vivants, de la musique de variété au théâtre.
Bleu pluriel fait partie du réseau Micro-plateaux pour la danse, soutenu par la DRAC-Bretagne (comme le sont aussi le Théâtre du Champ-au-Roy à Guingamp et l’OMC de Loudéac).
La salle présente également une partie des artistes des festivals Cité Rap, Art Rock, l’ODDC (Campagne du Rire, Paroles d’Hiver).
Des collaborations de programmation également avec le Théâtre de l’Arche de Tréguier, Pôle Sud de Chartres-de-Bretagne, Bretagne en Scène.

## Accès
Bleu Pluriel est desservie par la ligne C des Transports urbains briochins.